# デジモンバトルクロニクル
『デジモンバトルクロニクル』は、アメリカのBLACKSHIPという会社が製作しアメリカで先に発売され、バンダイが和訳などをして日本で発売した2D対戦アクションゲームである。4人同時プレイが可能。
2004年7月29日に、PlayStation 2・ゲームキューブ・Xboxの3機種で発売された。Xbox版はXbox 360のHDDを使用した上位互換機能に対応している。

## 概要
『デジモンアドベンチャー』『デジモンアドベンチャー02』『デジモンテイマーズ』『デジモンフロンティア』までのデジモンを使って戦う対戦アクション、4人対戦による乱戦ゲームとなっている。
『デジモンテイマーズ』の格闘ゲームとしてハドソンが製作しバンダイが発売した『デジモンテイマーズ バトルエボリューション』とは全く異なるゲームスタイルであり、基本的には相手デジモンを攻撃。するとデジアップと呼ばれる光ったデジタマのようなアイテムが出てくる。それを取りゲージを充填し、フルになると一段階進化することができる。
基本的にはKOされると一段階退化し、残機が0になると敗北となる（操作キャラが全員、敗北した場合はその時点でMATCH OVERとなる）。だが敗北条件に限り、これに当てはまらないバトルルールも多数ある。
進化段階は成長期→成熟期→究極体（完全体）ということになっているが、一部原作の設定とは違う進化のものもいる。
隠しキャラは大半が進化しないデジモンとなっている。そのため、これらのキャラクターは進化や退化を気にすることなく戦える。
今回は『デジモンアドベンチャー』のパートナーデジモン八体が全て網羅されているが、『02』以降は主役のデジモン・または敵のボス級のみである。対戦アクションゲームで『デジモンアドベンチャー』のパートナーデジモンが（アニメ版を意識したものとして）揃っているのは本作品のみである。
アグモン・ガブモン・ギルモンにおいてはウイルスバージョン（ブラック）が登場する。
このゲームで使用されたキャラクターのCGモデルはデジモンネットバトルおよびデジモンサークルに転用されている。
登場デジモンはほとんど無印のデジモンという、偏ったチョイスである。これはアメリカ製作であることが関係している。
原作設定や映像化されたアニメーションと比較すると、差異が生じる技が存在する。主な例としては、デュークモンの「ファイナルエリシオン」と思われる技は「シールドアタック」に、フレイドラモンの「ナックルファイヤ」と思われる技は「ファイヤロケット」とされている。
アニメに登場したデジモン作品を元にしているが、アニメで使用された曲は使われていない。

## ゲーム内容
ひとりであそぶ
一人でランダムに選択されるデジモンを倒していくモード。ボスは進んだ難易度によって変わり、ボスを倒すとそのデジモンが使えるようになる。
みんなであそぶ
対戦モード。四人まで遊べる。
トレーニング
オプション

## 登場デジモン
■デフォルト使用可能デジモン
- アグモン→グレイモン→ウォーグレイモン（声優：坂本千夏）

『デジモンアドベンチャー』より。使いやすいデジモン。
- ガブモン→ガルルモン→メタルガルルモン（声優：山口眞弓 ただし、ガルルモンでダメージおよび勝利ボイスは重松花鳥）

『デジモンアドベンチャー』より。このゲームでは数少ない四足歩行キャラクター。
- ピヨモン→バードラモン→ガルダモン（声優：重松花鳥）

『デジモンアドベンチャー』より。鳥型デジモンでありジャンプ力がある。
- パルモン→トゲモン→リリモン（声優：溝脇しほみ）

『デジモンアドベンチャー』より。成長期は相手を眠らせる技が使える。完全体はトリプルジャンプが可能。
- テントモン→カブテリモン→アトラーカブテリモン（声優：櫻井孝宏）

『デジモンアドベンチャー』より。完全体はグライド可能。
- ゴマモン→イッカクモン→ズドモン（声優：竹内順子）

『デジモンアドベンチャー』より。重量級のデジモン。
- パタモン→エンジェモン→ホーリーエンジェモン（声優：松本美和）

『デジモンアドベンチャー』より。成長期はグライドができる。
- テイルモン→ネフェルティモン[2]→エンジェウーモン（声優：徳光由禾）

『デジモンアドベンチャー』（ネフェルティモンのみ『デジモンアドベンチャー02』）より。成長期は強力なスタン攻撃、成熟期（アーマー体）はレーザー攻撃が使える。完全体はリリモン（パルモン）と同じくトリプルジャンプが可能。なお、ネフェルティモンはこのゲームでは数少ない四足歩行キャラクター。
- ブイモン→フレイドラモン[3]→インペリアルドラモン（ファイターモード）（声優：野田順子、インペリアルドラモン時のみ高橋直純追加）

『デジモンアドベンチャー02』より。成長期・成熟期（アーマー体）は肉弾技が主なのでデジアップが稼ぎやすい。
- ギルモン→グラウモン→デュークモン（声優：野沢雅子）

『デジモンテイマーズ』より。アグモンの重量版。成長期は遠距離攻撃ができる。
- フレイモン→アグニモン→ヴリトラモン（声優：竹内順子）

『デジモンフロンティア』より。フレイモンは原作でアグニモンが力を失った姿である。進化すると連射攻撃が豊富になる。
■隠しキャラクター
ブラック系は不定期に乱入。他はそれぞれのルートのボスとして登場。倒すと使用可能になる。
- ブラックアグモン→ブラックグレイモン→ブラックウォーグレイモン（声優：坂本千夏）

アグモンのウイルス版。技が全体的に凶悪になっている。ウォーグレイモンとボーナスアタックが違う。
- ブラックガブモン→ブラックガルルモン→ブラックメタルガルルモン（声優：山口眞弓）

ガブモンのウイルス版。通常版と技が一部違う。ボーナスアタックは名前以外変わらず。
- ブラックギルモン→ブラックグラウモン→カオスデュークモン（声優：野沢雅子）

ギルモンが完全にウイルス化した姿。通常版と技が一部違う。ボーナスアタックは単発ではなく連射攻撃になっている。
- オメガモン（声優：田中秀幸）

最強級のデジモン。『デジモンアドベンチャー』『デジモンアドベンチャー02』（いずれも劇場版）、そして後の『デジタルモンスター ゼヴォリューション』などに登場。全体的に技が強力で使いやすい。本作品でオメガモンは一個体のオメガモンとしての登場で、『デジタルモンスター ゼヴォリューション』のオメガモンと同じ声優であり、実質アニメーションに先駆けた登場となった。
- ディアボロモン（声優：千葉繁）

『デジモンアドベンチャー』シリーズの劇場版に登場する敵役。本編では特にキャスティングされておらず、オリジナルキャスト。ボーナスアタックは進化したデジモンを退化させてしまう。進化しないデジモンには無効。
- ベリアルヴァンデモン（声優：森川智之）

『デジモンアドベンチャー02』最後の敵。ボーナスアタックはランダムで基本操作のボタン配置を無茶苦茶にしてしまう。「ヴェ」リアルヴァンデモンと誤植されている。
- ネーモン（声優：菊池正美）

『デジモンフロンティア』に登場。本編では特に戦闘はしていない。技は本作オリジナルのものとなっており、下品かつ珍妙な技を使用する。成長期だが、進化はしない。
- ダスクモン（声優：鈴村健一）

『デジモンフロンティア』に登場。一番近くにいる敵の至近距離までダメージ付きのワープができる技を持つ。